# East Hants (Nouvelle-Écosse)
East Hants est une municipalité de district du comté de Hants, en Nouvelle-Écosse (Canada).
Son centre administratif est situé à Elmsdale. La municipalité s'étend du Bassin des Mines, à la frontière est du comté, jusqu'au comté de Halifax, partageant une frontière avec le district municipal de West Hants. Elle a été constituée en 1861 à partir des localités de Uniacke, Rawdon, Douglas, Walton, Shubenacadie et Maitland. Sa partie la plus peuplée est située dans la vallée Shubenacadie (en).

## Démographie
| 2001   | 2006   | 2011   | 2016   |
| ------ | ------ | ------ | ------ |
| 20 821 | 21 387 | 22 111 | 22 453 |

## Communautés
- Admiral Rock (en)
- Belnan (en)
- Burntcoat Head (en)
- Centre Rawdon (en)
- Clarksville (en)
- Densmore Mills (en)
- East Gore (en)
- East Uniacke (en)
- Elmsdale
- Enfield
- Five Mile River (en)
- Georgefield (en)
- Gore (en)
- Gormanville (en)
- Greenfield (en)
- Hardwood Lands (en)
- Hillsvale (en)
- Indian Brook (en)
- Kennetcook (en)
- Lantz (en)
- Latties Brook (en)
- Maitland
- Maple Grove (en)
- McPhees Corner (en)
- Milford Station (en)
- Moose Brook (en)
- Mount Uniacke (en)
- Nine Mile River (en)
- Noel
- Noel Road (en)
- Noel Shore (en)
- North Noel Road (en)
- Northfield (en)
- Rawdon Gold Mines (en)
- Renfrew (en)
- Riverside Corner (en)
- Roulston Corner
- Selma (en)
- Shubenacadie
- South Maitland (en)
- South Rawdon (en)
- Stanley (en)
- Tenecape (en)
- Upper Kennetcook (en)
- Upper Rawdon (en)
- Urbania (en)
- Walton (en)
- West Gore (en)
- White Settlement